# Palazzo del Te
Palazzo del Te eller Palazzo Te är ett palats i Mantua, beläget vid Viale Te i södra delen av staden. Palatset beställdes av hertigen av Mantua, Federico II Gonzaga, och uppfördes 1524–1534 efter ritningar av arkitekten Giulio Romano. 
Palatset utgör ett tydligt exempel på manieristisk arkitektur. Detta märks bland annat i att avståndet mellan de doriska halvkolonnerna bryter mot de klassiska riktlinjerna. Därutöver utgör entablementets nedsänkta triglyfer en oortodox detalj. Vissa av fönstren saknar infattningar och blindfönstren kröns av tunga pediment.
I dag hyser palatset Museo Civico del Palazzo Te.

## Bilder
| - Exedran. - Giganternas fall i Sala dei Giganti. Fresk av Giulio Romano. - Camera degli Stucchi. |